# 七個洞崖墓群
七個洞崖墓群位於四川省宜宾市長寧縣飛泉鄉，文物遺址年代判定為漢。1991年4月16日公佈為四川省第三批文物保護單位。2013年3月5日列為第七批全國重點文物保護單位。